# أرتيسونات/بيرونيردين
الأرتيسونات/بيرونيردينّ يُباع تحت الاسم التجاري بيرومكس، هي تركيبة ذات الجرعة الثابتة لعلاج مرض الملاريا. يعالج مرض الملاريا الناجم عن الطفيليتين متصورة منجلية والمتصورة النشيطة. وهذه التركيبة تتكون من أرتيسونات وبيرونيردين. يؤخذ هذا الدواء عن طريق الفم.
بشكل عام لا يوجد لهذا الدواء أعراض جانبية، وإن كانت هناك أعراض جانبية مصاحبة فقد تتضمن الصداع والقيء والسعال. لا ينصح بالاستخدام عند الاشخاص الذين يعانون من أمراض الكبد الحادة أو أمراض الكلى. وبشكل عام لاينصح باستخدامة في مراحل الحمل المبكرة. ومع ذلك، لا توجد خيارات أخرى، وإذا كان العلاج قد ينقذ حياة الأم فقد يتم استخدامه. المركبان يعملان بآلِيَّاتِ مختلفة.

يصنف هذا الدواء ضمن قائمة منظمة الصحة العالمية للأدوية المهمة،وهو من الادوية الأكثر فعالية وأمانًا في مجال الرعاية الصحية. في سنة 2010 كانت تكلفة البيع بالجملة لدورة علاج في الدول النامية بين 0.55 و2.18 دولار أمريكي.

## الاستخدامات الطبية
يستخدم أرتيسونات/بيرونيردين  لعلاج الملاريا لكلا النوعين متصورة منجلية والمتصورة النشيطة. لا ينصح به للأمراض الشديدة.